# Nozzano
Nozzano è il nome di tre frazioni del comune di Lucca, situate a circa 8 km dal capoluogo, sulla riva destra del fiume Serchio in prossimità del confine con la provincia di Pisa: nella fattispecie Nozzano Castello, Nozzano San Pietro e Nozzano Vecchio.

## Il borgo e il castello nella storia
Situato a corona di un rilievo roccioso nella frazione Nozzano Castello, ancora oggi si erge un borgo fortificato, da taluni attribuito alla contessa Matilde di Canossa. Di questo borgo si hanno notizie sin dal IX secolo, fortificato dai Lucchesi per difendere il territorio dall'attacco pisano: difatti, sulla sponda opposta del fiume, sorge la corrispondente fortificazione pisana, la Rocca di Ripafratta con le sue torri di avvistamento. La fortezza centrale, invece, fu eretta a più riprese nel corso del XII secolo ed è formata da un circuito murario ellittico munito di torri e con un'unica porta di accesso, con al centro una costruzione di forma semi triangolare con alte mura merlate e due torri.

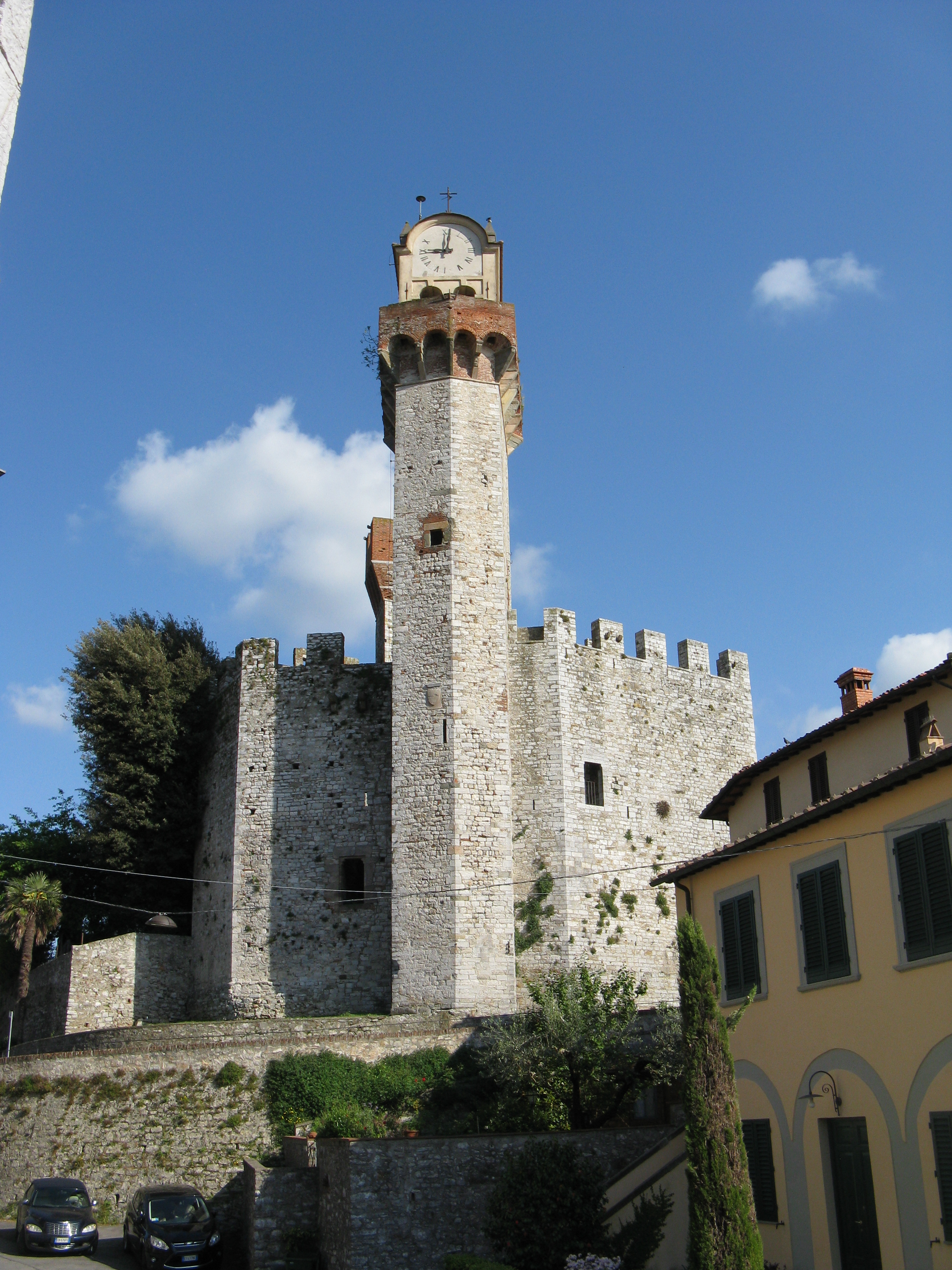
Il castello di Nozzano.

Dopo la battaglia di Monteaperti (1260), divenne famosa per aver ospitato i Guelfi cacciati da varie città toscane. Più volte attaccata e distrutta dalle truppe pisane ma sempre ricostruita (l'ultima volta nel 1395, come testimoniato dalla commissione di Giovanni Sercambi), fu utilizzata fino alla fine del 1500 per controllare le navi che risalivano il Serchio verso Lucca, poi la sua importanza militare e strategica cessò e Nozzano fu uno dei centri ad ospitare una delle prime stamperie d'Italia. 
Nei secoli successivi Nozzano ha avuto molta importanza anche dal punto di vista civile, in quanto è stato sede di un Podestà con mansioni civili e militari, di un Commissario (dal 1679) e di un Comune rurale che, poco prima di essere assorbito dal Comune di Lucca nel 1829, per qualche anno fu a sua volta il capoluogo di un Comune, comprendente molti paesi dell'Oltreserchio e della Valfreddana.
Nel 1836, un'alluvione causata dal Serchio mise in pericolo numerose vite, ma il lavoro di arginazione ad opera dell'architetto Lorenzo Nottolini sul fiume e sui suoi affluenti (come la vicina Contesora) ha sopperito a questo problema.

## L'attacco nazista
Durante la seconda guerra mondiale, le SS trasformarono la scuola del paese in un carcere, da cui furono prelevati 69 detenuti che, nell'agosto del 1944, vennero brutalmente fucilati dopo essere stati torturati e violentati. Si trattava in gran parte di partigiani e civili. Il maresciallo tedesco Josef Exner, a capo di questo attacco, è stato accusato di concorso in violenza con omicidio contro privati nemici pluriaggravata e continuata. Tuttora si aspetta la chiusura del processo.

## Zone d'interesse
Oltre al Castello con borgo annesso, Nozzano è ricca di numerosi altri monumenti ed edifici di interesse storico e turistico. Si ricordano la Chiesa di San Giuseppe (fino al 1923 Chiesa dei SS. Antonio Abate e Acconcio), nelle cui prossimità si trova la Statua della Madonna Celeste, la Chiesa di San Pietro, la Cappella di Nozzano Vecchio, Piazza della Libertà con il Monumento ai Caduti e il monumento in memoria della strage nazista dell'agosto 1944, Villa Pardi (diventata in seguito un residence), il vecchio Ospedale e numerosi palazzotti signorili ancora ben conservati.

## Nozzano nel cinema e in tv
Insieme ad altre frazioni limitrofe, Nozzano è stata location per la miniserie tv Delitti privati (1993), diretta da Sergio Martino con Edwige Fenech, Ray Lovelock, Lorenzo Flaherty, Annie Girardot, Alida Valli e Athina Cenci.
Nel 2013, l'abitante più famoso di Nozzano, Mario Barsotti, conosciuto in tutta la provincia come Mario Son Sodo, vittima di una truffa da parte di due esercenti di Lucca, è stato al centro di alcuni servizi della trasmissione televisiva Le Iene.
Inoltre, è il paese dove è cresciuto il regista e sceneggiatore Jonathan Lucchesi.

## Folclore
Ogni anno dal 1992, nelle settimane a cavallo tra agosto e settembre, Nozzano ospita la manifestazione di rievocazione medievale Il Castello Rivive, nata da una costola dell'ormai defunta Sagra dei Vecchi Sapori dell'Oltreserchio: in quei giorni, le antiche vie del borgo del castello tornano a vivere come nel 1300, fra rappresentazioni di antichi arti e mestieri, mercati e osterie, in mezzo ad una folla variopinta di personaggi, cittadini e contadini, artigiani e mercanti, soldati e cavalieri, ricchi e mendicanti, penitenti e peccatori, mentre nelle taverne si gustano le cibarie del tempo e si beve il buon vino aromatizzato, l'ippocrasso. Anche la moneta è dell'epoca: all'ingresso del castello, presso l'offizio de cambio si convertono gli euro in Matildi, Matildini e Sercambi. si organizzano vari giochi per bambini, musiche e varie attrazioni del tempo. Dal 2022 la manifestazione non viene più tenuta. 
Nel corso dell'anno, poi, si svolgono numerosi incontri bandistici organizzati dal Corpo Musicale Giacomo Puccini e dal Complesso Bandistico La Castellana, attivi sin dal 1899.

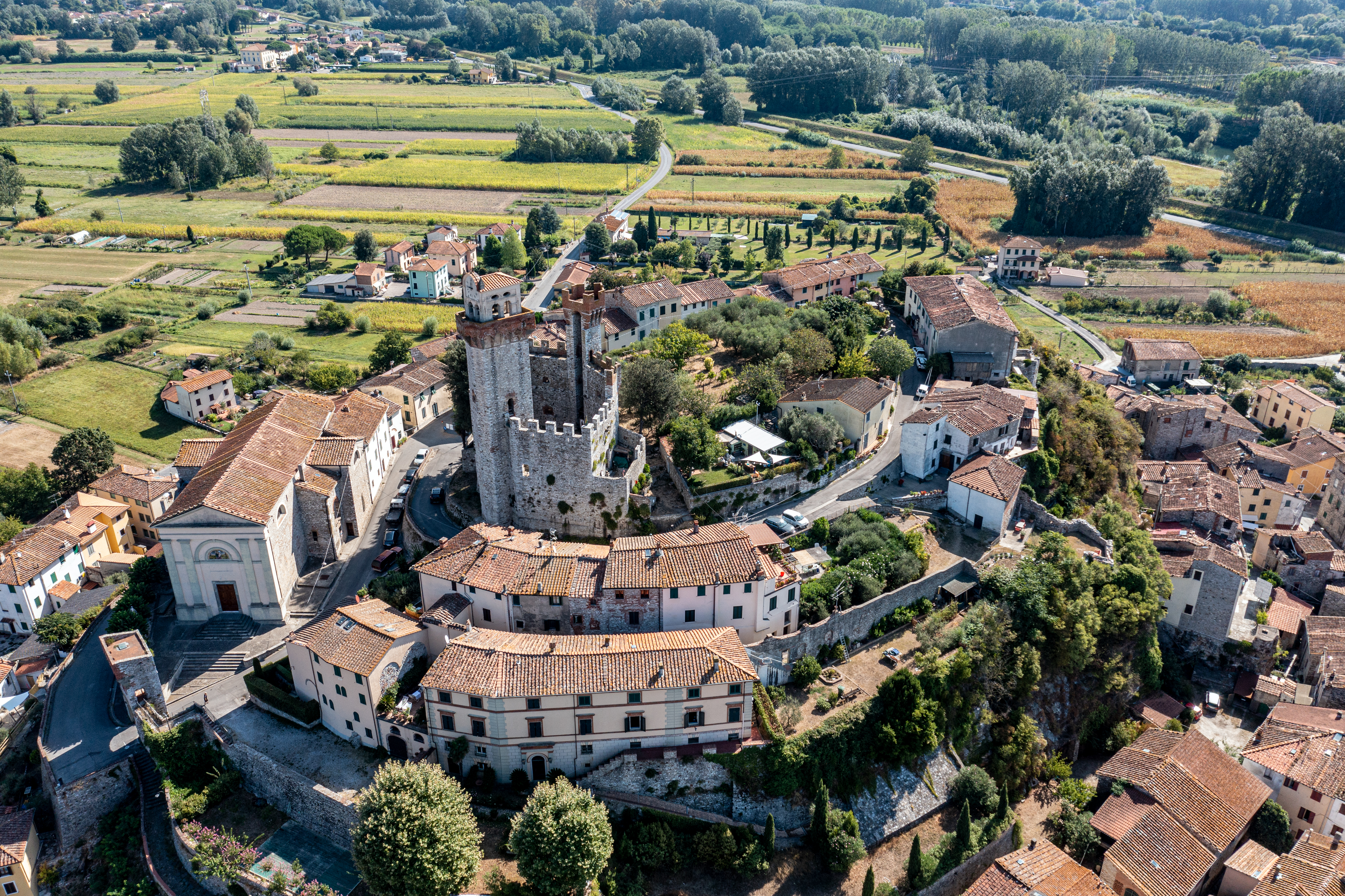
Nozzano Castello, 2021